# Pažiť
Pažiť (ungarisch Pázsit) ist eine Gemeinde in der West-Mitte der Slowakei mit 502 Einwohnern (Stand 31. Dezember 2024), die zum Okres Partizánske, einem Teil des Trenčiansky kraj, gehört.

## Geographie
Die Gemeinde befindet sich am Übergang vom westlich gelegenen Hügelland Nitrianska pahorkatina in den östlich gelegenen Talkessel Hornonitrianska kotlina, am Bach Drahožica sowie am linken Ufer der Nitra. Das Ortszentrum liegt auf einer Höhe von 200 m n.m. und ist fünfeinhalb Kilometer von Partizánske entfernt.
Nachbargemeinden sind Malé Kršteňany im Norden, Oslany im Osten, Horná Ves im Südosten und Veľké Uherce im Süden und Westen.

## Geschichte

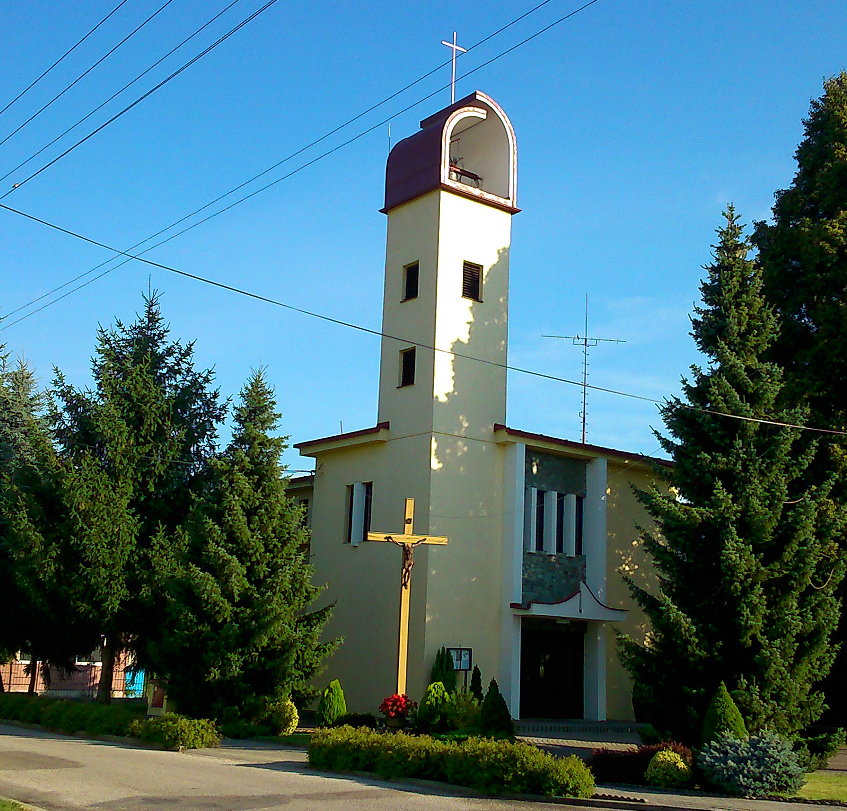
Kirche in Pažiť

Pažiť wurde zum ersten Mal 1351 als Pasyth schriftlich erwähnt und war damals Besitz einer landadligen Familie aus Baračka, die das Land durch einen Schenkungsakt von Ludwig I. erhielt. 1395 erhielt der Paulinerorden aus Lefantovce durch Schenkung die Ortsgüter. Im Jahr 1527 war Pažiť Teil des Herrschaftsgebiets von Topoľčianky, 1601 war es Besitz des Geschlechts Dóczy. Im Verlaufe des 17. Jahrhunderts besaßen auch die Familien Hunyady, Rudnay, Kubínyi und Bossány Anteile. 1536 gab es acht Porta, 1601 standen 14 Häuser im Ort, 1720 wohnten acht Steuerpflichtige hier, 1828 zählte man 20 Häuser und 123 Einwohner, die als Landwirte beschäftigt waren.
Bis 1918 gehörte der im Komitat Bars liegende Ort zum Königreich Ungarn und kam danach zur Tschechoslowakei beziehungsweise heute Slowakei.

## Bevölkerung
| Jahr                | 1994 | 2004     | 2014    | 2024     |
| ------------------- | ---- | -------- | ------- | -------- |
| Anzahl der Personen | 339  | 404      | 440     | 502      |
| Unterschied         |      | +19,17 % | +8,91 % | +14,09 % |

| Jahr                | 2023 | 2024    |
| ------------------- | ---- | ------- |
| Anzahl der Personen | 505  | 502     |
| Unterschied         |      | −0,59 % |

Gemäß der Volkszählung 2011 wohnten in Pažiť 407 Einwohner, davon 380 Slowaken und zwei Tschechen. 25 Einwohner machten keine Angabe zur Ethnie.
285 Einwohner bekannten sich zur römisch-katholischen Kirche, sechs Einwohner zur Evangelischen Kirche A. B., zwei Einwohner zur griechisch-katholischen Kirche, ein Einwohner zur altkatholischen Kirche und drei Einwohner zu einer anderen Konfession. 62 Einwohner waren konfessionslos und bei 48 Einwohnern wurde die Konfession nicht ermittelt.